# Krzysztof Rostański (architekt)
Krzysztof Marek Rostański (ur. 14 stycznia 1965 we Wrocławiu) – polski architekt, doktor habilitowany nauk technicznych, inżynier, profesor nadzwyczajny i prodziekan Wydziału Architektury Politechniki Śląskiej, specjalista w zakresie architektury krajobrazu i planowania przestrzennego.

## Życiorys
W 1990 ukończył studia na Wydziale Architektury Politechniki Śląskiej, następnie podjął pracę na macierzystej uczelni. Tam w 1996 na podstawie napisanej pod kierunkiem Janiny Klemens rozprawy pt. Przekształcenie zieleni zwartej zabudowy mieszkaniowej w miastach przemysłowych Górnego Śląska, na przykładzie miasta Katowice z wykorzystaniem komputerowej metody doboru dendroflory otrzymał stopień naukowy doktora nauk technicznych dyscyplina: architektura i urbanistyka specjalność: architektura krajobrazu. Na podstawie dorobku naukowego oraz rozprawy pt. Natura modelowana – elementy naturalistyczne w kompozycji urbanistycznej uzyskał w 2014 na Wydziale Architektury Politechniki Wrocławskiej stopień doktora habilitowanego nauk technicznych dyscyplina: architektura i urbanistyka specjalności: architektura krajobrazu, urbanistyka. Jest członkiem Stowarzyszenia Architektury Krajobrazu. 
Był adiunktem a następnie został profesorem nadzwyczajnym w Katedrze Projektowania Architektury Mieszkaniowej i Użyteczności Publicznej Wydziału Architektury Politechniki Śląskiej. Został wybrany prodziekanem tego wydziału na kadencję 2016–2020. Członek Wojewódzkiej Rady Ochrony Zabytków przy Śląskim Wojewódzkim Konserwatorze Zabytków.
Jest synem Krzysztofa Rostańskiego (1930–2012), profesora nauk przyrodniczych.